# J. P. Morgan
John Pierpont Morgan (n. 17 aprilie 1837, Hartford, Connecticut, SUA – d. 31 martie 1913, Roma, Regatul Italiei) a fost un bancher și colecționar de artă american. În 1892 Morgan a aranjat fuziunea companiilor Edison General Electric și Electric Thomson-Houston pentru a forma General Electric. De asemenea a fondat United States Steel Corporation.

## Viața Timpurie
J.P. Morgan s-a născut și a crescut în Hartford, Connecticut. Tatăl sǎu se numea Junius Spencer Morgan (1813-1890), iar mama sa se numea Pierpont Julieta (1816-1884) și amândoi locuiau în Boston, Massachusetts. Pierpont (el a preferat să fie cunoscut sub respectiva poreclă), a avut o educație variată în parte datorită interferențelor tatălui său, Junius. În toamna anului 1848, Pierpont a fost transferat la Școala Publică Hartford și apoi la Academia episcopală din Cheshire, Connecticut (numită acum Cheshire Academy). În septembrie 1851, Morgan a trecut examenul de admitere pentru liceul englez din Boston, o scoală specializată în matematică pentru a pregăti tineri pentru o carieră în comerț. În primăvara anului 1852, boala de care suferea devenea mai frecventă, având des febră reumatică și dureri încât el nu putea să meargă. Junius l-a trimis pe Pierpont în Insulele Azore (insule portugheze din Oceanul Atlantic), în scopul de a se recupera. După ce s-a aflat în convalescență aproape un an, Pierpont a revenit la Liceul de limbă engleză în Boston pentru a relua studiile.
După absolvire, tatăl său l-a trimis la Bellerive, o școală în apropiere de satul elvețian Vevey. Când Morgan a atins fluență în limba franceză, tatăl său l-a trimis la Universitatea din Göttingen, în scopul de a-i îmbunătăți germana. Atingerea unui nivel acceptabil de limba germană în termen de șase luni și, de asemenea, primind o diplomă în istoria artei, Morgan a călătorit înapoi la Londra prin intermediul via Wiesbaden, cu educația lui completă.
Morgan a intrat ca bancar în 1857 la filiala din Londra a tatălui său. S-a mutat la New York, în 1858, unde a lucrat la casa bancară Duncan, Sherman & Company, reprezentanții americani ai lui George Peabody & Company. Din 1860-1864, la J. Pierpont Morgan & Company, a lucrat ca agent din New York pentru firma tatălui său. Prin 1864-1872, el a fost un membru al firmei de Dabney, Morgan, and Company. În 1871, el a încheiat un parteneriat cu Drexels din Philadelphia pentru a forma firma New York din Drexel, Morgan & Company. Anthony J. Drexel a devenit mentorul lui Pierpont, la cererea lui Junius Morgan.

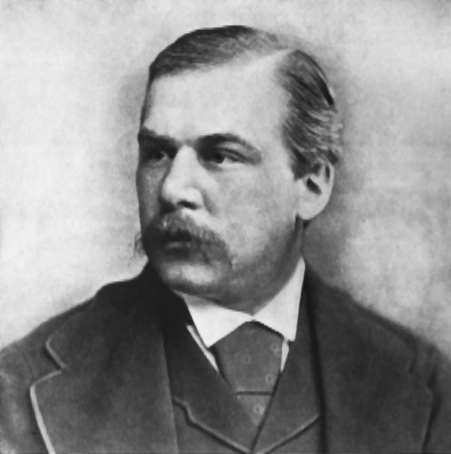
JP Morgan tanar

## Cariera

### J.P. Morgan & Company

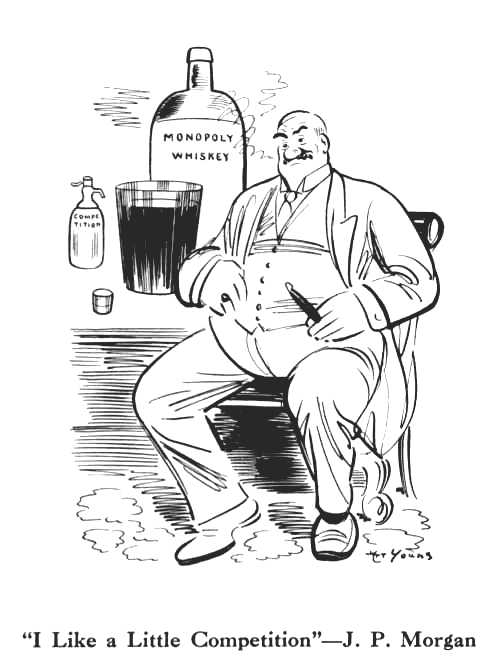
I Like a Little Competition

După moartea lui Anthony Drexel în 1893, firma a fost rebotezată "JP Morgan & Company" în 1895, și au fost păstrate legături strânse cu Drexel din Philadelphia & Company, Morgan, Harjes & Company din Paris, și JS Morgan & Company (după 1910 Morgan, Grenfell & Company), de la Londra. Până în 1900, a fost una dintre cele mai puternice case bancare ale lumii datorită multor reorganizări și consolidări. Morgan a avut mai mulți parteneri de-a lungul anilor, cum ar fi George W. Perkins, dar a rămas ferm la conducere.

### Modernizarea managementului
Procesul lui Morgan de preluare a întreprinderilor cu probleme pentru a le reorganiza au fost cunoscute sub numele de "Morganization". Morgan a reorganizat structurile de afaceri și management pentru a le readuce rentabilitatea. Reputația sa ca un bancher și finanțator a ajutat la aducerea intereselor din partea investitorilor pentru afacerile sale.

### Media
În 1896, Adolph Ochs Simon, care a deținut Chattanooga Times, a securizat finanțarea pentru ca Morgan să cumpere New York în lupta financiară. A devenit standard pentru jurnalismul american prin reducerea prețurilor, investind în colectarea de știri și insistând pe cea mai înaltă calitate a articolelor și rapoartelor scrise.

### Trezoreria de aur

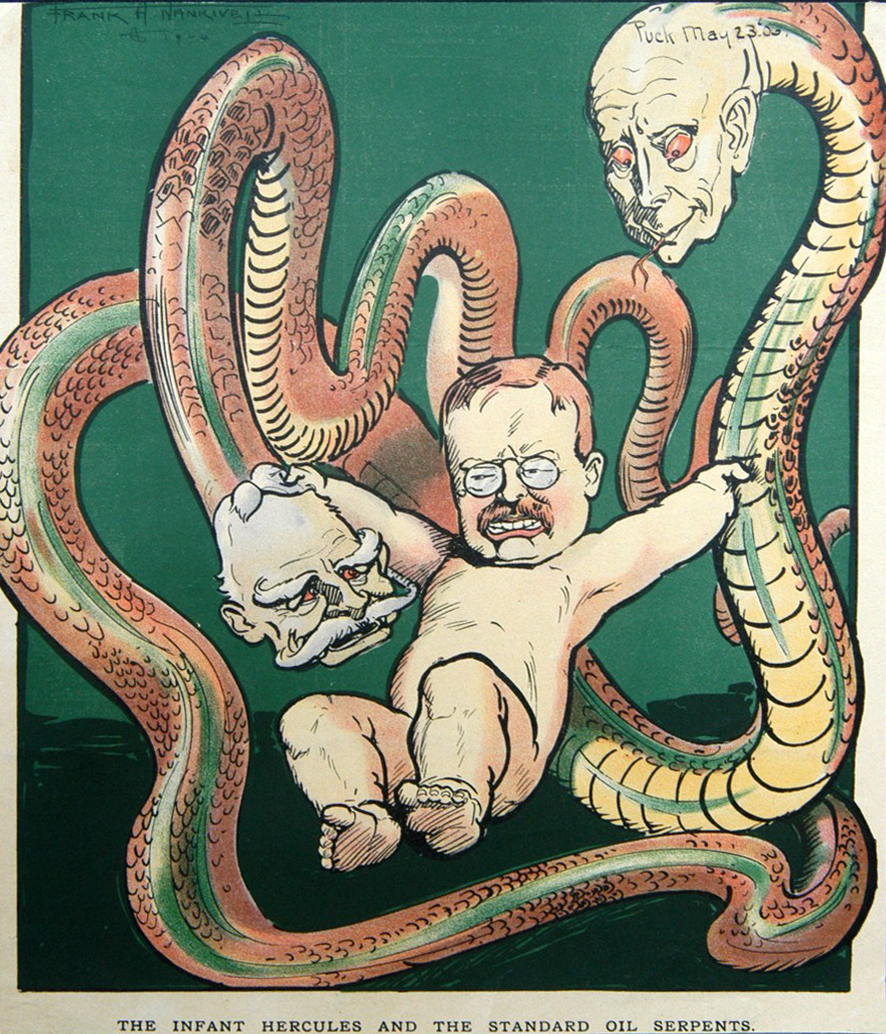
Teddy Roosevel se lupta cu marii magnati

În 1895, în urma Panicii din 1893, Trezoreria Federală nu mai avea aur. Președintele Grover Cleveland a acceptat oferta lui Morgan să i se alăture familiei Rothschild care a furnizat Trezoreria Statelor Unite 3,5 milioane de uncii de aur pentru a restabili excedentul trezoreriei în schimbul unor obligațiuni pe 30 de ani. Trezoreria a fost salvată, dar a dăunat imaginii lui Cleveland și Partidului Democrat și a devenit o problemă în alegerile din 1896, când băncile au fost frecvent atacate de William Jennings Bryan. Morgan și bancherii de pe Wall Street l-au finanțat puternic pe republicanul William McKinley, care a fost ales ca președinte în 1896 și reales în 1900.

### U.S. Steel

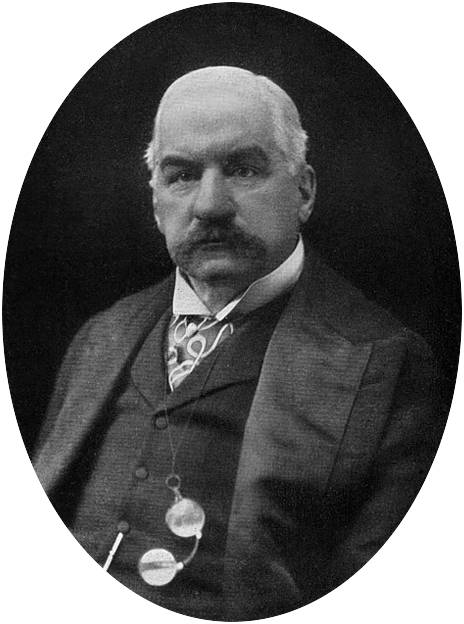
John Pierpont Morgan

După moartea tatălui său în 1890, Morgan a preluat controlul companiei JS Morgan & Co, care a fost redenumită Morgan, Grenfell & Company în 1910. Morgan a început discuțiile cu Charles M. Schwab, președinte al Carnegie Co, și cu omul de afaceri Andrew Carnegie în 1900. Scopul a fost de a cumpăra afacerea de oțel a lui Carnegie și s-o fuzioneze cu alte firme de oțel, cărbune, firme miniere și de transport maritim pentru a crea U.S. Steel Corporation. Scopul lui a fost aproape finalizat la sfârșitul anului 1900, în timp ce a negociat un acord cu Robert D. Tobin și Theodore Price III, dar înțelegerea a fost retrasă imediat. În 1901, US Steel a fost prima companie de miliarde de dolari din lume, având o capitalizare autorizată de 1,4 miliarde de dolari, care a fost mult mai mare decât oricare altă firmă industrială, maritimă și feroviară.
Scopul US Steel de a realiza economii la scară mare a fost cel de-a reduce costurile de transport și resurselor, de-a extinde linii de produse și de a îmbunătăți distribuția. Acesta a fost planificate pentru a permite Statelor Unite să concureze la nivel global cu Marea Britanie și Germania. Dimensiunea US Steel a fost susținută de Charles M. Schwab și alții, pentru a permite companiei să continue competiția internațională pe piețele-globalizare. US Steel a fost privit ca un monopol de critici, că încercarea afacerii nu a fost numai de-a domina numai producția oțelului, ci construcția de poduri, nave, mașini de cale ferată și șine, sârmă, cuie, și o serie de alte produse. Cu US Steel, Morgan a capturat două treimi din piața oțelului, și Schwab a fost încrezător că societatea va organiza în curând o cota de piață de 75 %. Cu toate acestea, după 1901, părți din piața întreprinderilor au scăzut. Schwab a demisionat de la US Steel în 1903 pentru a forma Bethlehem Steel, care a devenit al doilea mare producător din SUA.
Politica forței de muncă a fost o problemă controversată. US Steel a avut producătorii de oțel non-sindicat și cu experiență, condus de către Schwab.A vrut să păstreze în acest fel, tacticile agresive pentru a identifica rădăcină scandalagiilor. Avocații și bancherii care au organizat fuziunea, în special Morgan și CEO Elbert "judecător" Gary au fost mai preocupați de profit pe termen lung, stabilitate, relații publice bune și pentru a evita probleme. Punctul de vedere al bancherilor, în general, a prevalat, iar rezultatul a fost o politică de muncă paternalistă. US Steel în cele din urmă, a intrat sub influența sindicatelor la sfârșitul anilor 1930.

### Panica din 1907 si formarea Sistemului Federal de Rezerve
Panica din 1907, cunoscută ca Panica Bancherilor, a fost o criză financiară care s-a declanșat în SUA în momentul în care bursa newyorkeză a scăzut cu aproape 50% de la vârful atins cu un an în urmă. Panica s-a extins la nivel național după ce mai multe bănci și companii au intrat în faliment. Morgan a intervenit personal și a preluat conducerea companiei pentru rezolvarea crizei. Secretarul Trezoreriei, George B. Cortelyou, a alocat 35 de milioane de dolari din fonduri federale pentru a potoli furtuna. Morgan s-a întâlnit cu marii finanțatori în conacul din New York, el forțându-i să elaboreze un plan pentru a face față crizei. James Stillman, președinte al Băncii Naționale orașului, a jucat de asemenea un rol central. Morgan a organizat o echipa de bănci și directori de încredere care au redirecționat sumele de bani între bănci, alte linii internaționale de credit și a cumpărat stocurile prăbușite.
O problemă politică delicată a apărut în privința firmei de brokeraj Moore și Schley, care a fost profund implicată într-un bazin de speculații în stocul de cărbune, fier și Railroad Company Tennessee. Moore și Schley au împrumutat peste 6 milioane de dolari din Tennessee Coal, Iron and Railroad Company (TCI) pentru împrumuturile dintre bănci de pe Wall Street. Băncile au cerut împrumuturi, iar firma nu a putut plăti. Dacă Moore și Schley ar eșua, o sută de eșecuri aveau să urmeze și apoi, întregul Wall Street s-ar fi dezbinat. Morgan a decis că a trebuit să salveze Moore și Schley. TCI a fost unul dintre concurenții companiei US Steel.
Morgana controlat US Steel și a decis că a trebuit să cumpere acțiuni de la TCI Moore și Schley. Judecătorul Gary, șef al US Steel, a fost de acord, dar s-a temut că ar fi urmat implicații antitrust, care ar putea provoca probleme companiei US Steel, care a fost deja dominantă în industria oțelului. Morgan l-a trimis Gary la președintele Theodore Roosevelt, care a promis imunitate juridică pentru afacere. US Steel în consecință, a plătit 30 milioane dolari pentru stoc, astfel, TCI și Moore și Schley au fost salvate. Anunțul a avut un efect imediat; după 7 noiembrie 1907, panica s-a încheiat. Ca să nu se repete și să prevină o criză viitoare, liderii bancari și politici, conduși de senatorul Nelson Aldrich, au conceput un plan pentru formarea Sistemului Federal de Rezerve în 1913. Criza a subliniat necesitatea unui mecanism puternic, iar Morgan a sprijinit mișcarea de a crea Sistemul Federal de Rezerve.

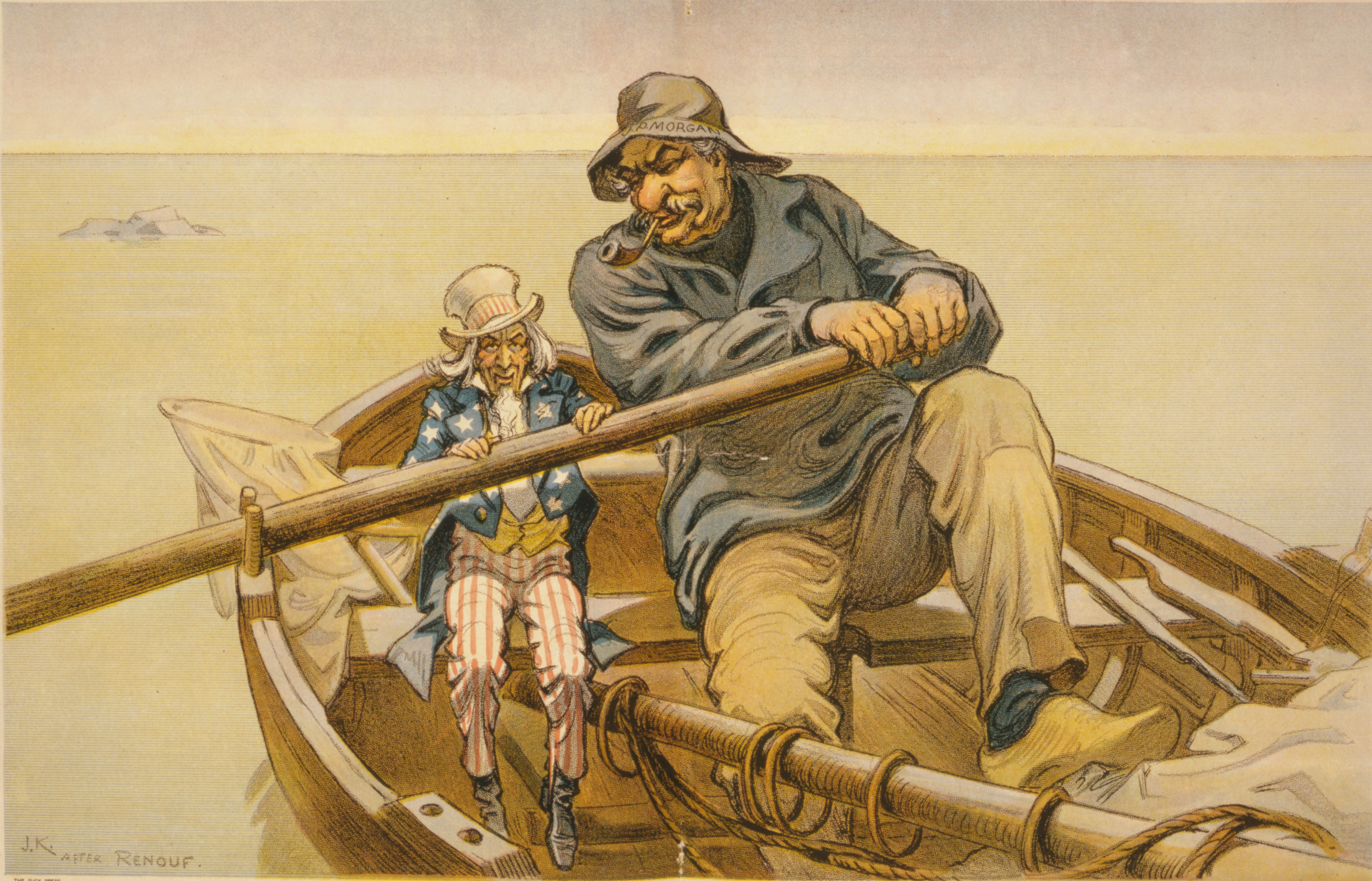
Morgan si Unchiul Sam

### Asociații fără succes
Morgan nu a investit întotdeauna bine, și a avut mai multe eșecuri demonstrate.

#### Tesla și Wardenclyffe
În 1900 Morgan a investit 150.000 dolari în Turnul Wardenclyffe al inventatorului Nikola Tesla, un proiect transatlantic de transmisie radio de mare putere. În 1903 Tesla a cheltuit investiția inițială fără finalizarea proiectului, și cum Guglielmo Marconi terminase deja transmisiile transatlantice regulate cu echipamente mult mai puțin costisitoare, Morgan a refuzat să-l mai finanțeze pe Tesla. Tesla a încercat pentru a genera mai mult interes în Wardenclyffe prin dezvăluirea capacității de a transmite electricitate fără fir, dar pierderea susținătorului sǎu, Morgan, "panică " de pe Wall Street și lipsa investiților i-au nǎruit visele.

#### Metroul din Londra
Morgan a suferit o înfrângere de afaceri în 1902, când a încercat să intre în domeniul de afacei de metrou din Londra. Tranzit-magnatul Charles Tyson Yerkes i-a zădărnicit efortul lui Morgan pentru a obține autorizația parlamentară pentru a construi un drum subteran, care ar fi concurat cu "tubul" de linii controlate de Yerkes. Morgan a numit lovitura de stat ala Yerkes, ca fiind " cea mai mare ticăloșie și conspirație auzita vreodată". 

#### International Mercantile Marine
În 1902, JP Morgan & Co a finanțat formarea companiei International Mercantile Marine, o combina de transport maritim din Oceanul Atlantic care a absorbit mai multe linii majore americane și britanice. IMM a fost o companie privata care controla corporațiile subsidiare controlate care aveau propriile lor filiale de operare. Morgan spera să domine transportul transatlantic prin direcțiile de centralizare și aranjamente contractuale cu căile ferate, dar s-a dovedit imposibilă din cauza naturii neprogramate a transportului maritim, legislației antitrust americane și din cauza acordului cu guvernul britanic. Una dintre filialele IMM a fost linia White Star, care a deținut RMS Titanic. Faimoasa scufundarea navei în 1912( petrecutǎ cu un an înainte de moartea lui Morgan) a fost un dezastru financiar pentru IMM, care a fost nevoit să se aplice pentru protecția în fața falimentului în 1915. Analiza înregistrărilor financiare arată că IMM fost supraîndatorat și a suferit de fluxul numerar inadecvat, care a determinat-o implicit în plățile de dobânzi de obligațiuni. Salvat de Primul Război Mondial, IMM a reapărut ca U.S. Lines, care a intrat ulterior în faliment în 1986.

## Corporații

#### Industriale

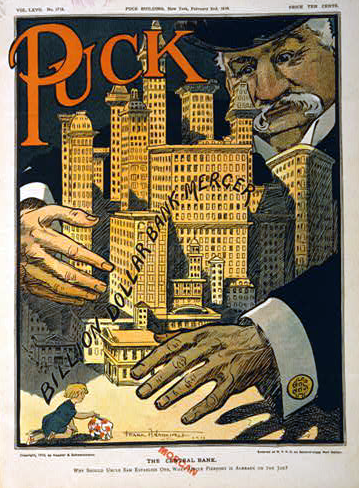

- American Bridge Company
- American Telephone & Telegraph
- Associated Merchants
- Atlas Portland Cement
- Boomer Coal & Coke
- Federal Steel Company
- General Electric
- Hartford Carpet Corporation
- Inspiration Consolidated Copper
- International Harvester
- International Mercantile Marine
- J. I. Case Threshing Machine
- National Tube
- United Dry Goods

#### Feroviare
- Atchison, Topeka and Santa Fe Railway
- Atlantic Coast Line
- Central of Georgia Railroad
- Chesapeake & Ohio Railroad
- Chicago & Western Indiana Railroad
- Chicago, Burlington & Quincy
- Chicago Great Western Railway
- Chicago, Indianapolis & Louisville Railroad
- Elgin, Joliet & Eastern Railway
- Erie Railroad
- Florida East Coast Railway
- Hocking Valley Railway
- Lehigh Valley Railroad
- Louisville and Nashville Railroad
- New York Central System
- New York, New Haven & Hartford Railroad
- New York, Ontario and Western Railway
- Northern Pacific Railway
- Pennsylvania Railroad
- Pere Marquette Railroad
- Reading Railroad
- St. Louis & San Francisco Railroad
- Southern Railway
- Terminal Railroad Association of St. Louis

## Ultimii ani

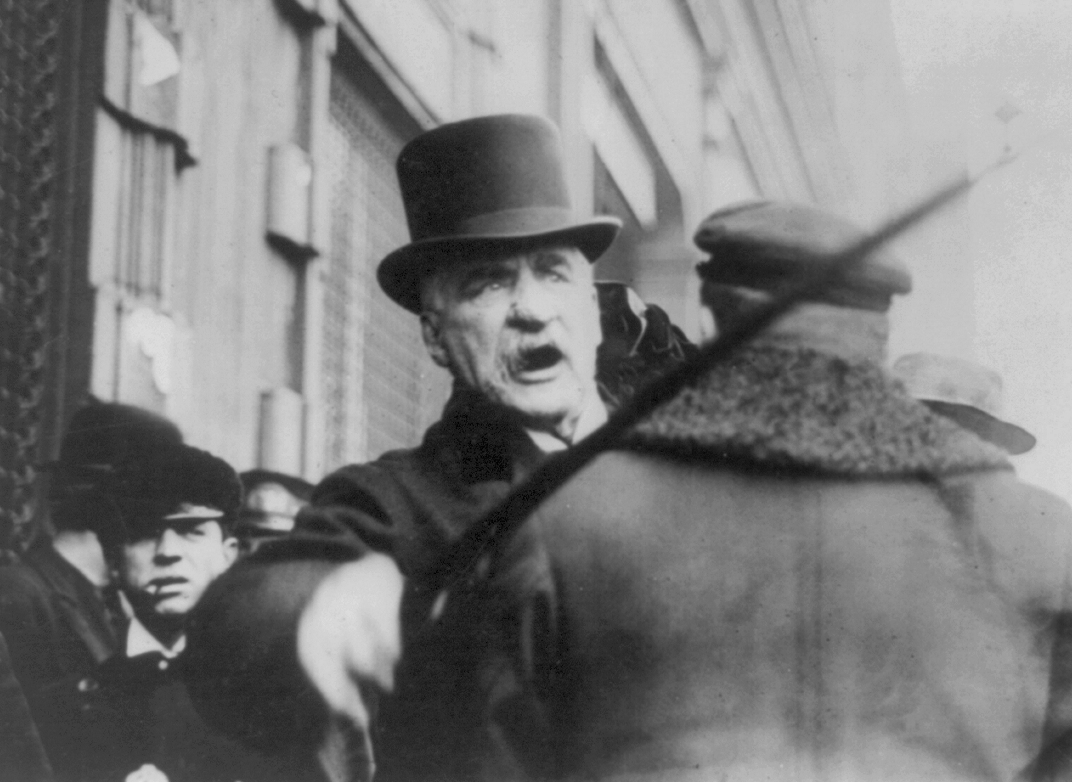

După moartea tatălui său în 1890, Morgan a preluat controlul JS Morgan & Co (redenumit Morgan, Grenfell & Company în 1910). Morgan a început discuțiile cu Charles M. Schwab, presedinte al Carnegie Co, și cu omul de afaceri Andrew Carnegie în 1900 cu intenția de a cumpăra de afacerea de oțel a lui Carnegie și multe alte întreprinderi de oțel și fier pentru a le consolida, pentru a crea U.S.Steel Corporation. Carnegie a fost de acord să vândă afacerea lui Morgan pentru 487 milioane $. Acordul a fost încheiat fără avocați și fără un contract scris. 
US Steel a fost fondată mai târziu în acel an și a fost prima companie din istorie care a fǎcut profit de miliarde de dolari, cu o capitalizare autorizatǎ de 1,4 miliarde de dolari. 
Morgan a fost fondator Clubului Metropolitan din New York, și președintele acestuia între 1891-1900. Când prietenul său, John King, presedintele Erie Railroad , pe care el l-a propus ca succesor si a fost respins, Morgan a demisionat de la Union Club, iar apoi a organizat Clubul Metropolitan. El a donat terenul de pe 5th Avenue și 60th Street la un preț de 125.000 dolari, și a ordonat lui Stanford White: "Zidește-mi un club pentru domni. Uită de cheltuieli."

### Viata personala

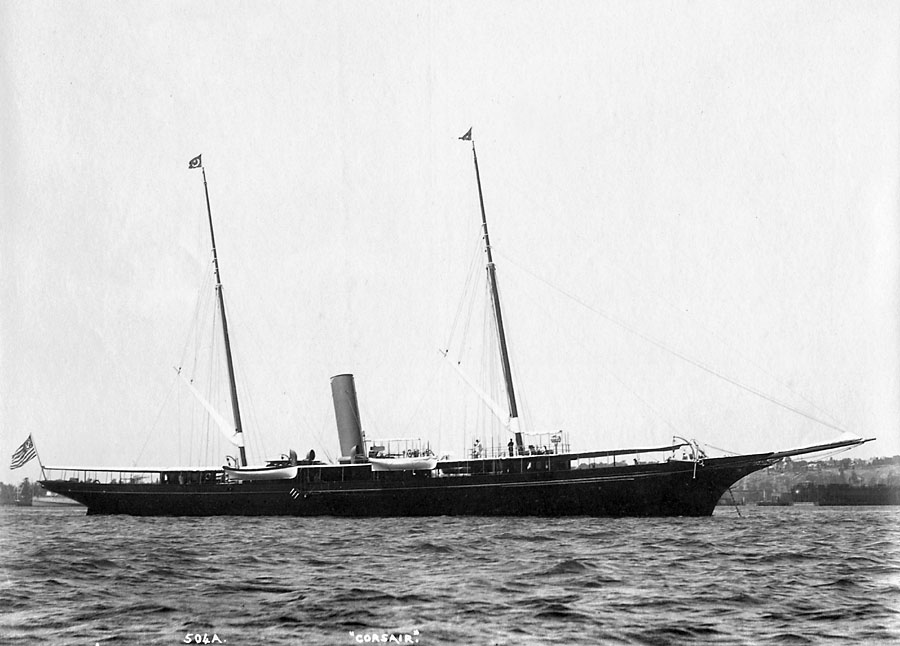

Morgan a fost un membru al vieții Bisericii Episcopale, și prin 1890 a fost unul dintre liderii cei mai influenți.
În 1861, s-a căsătorit cu Amelia Sturges, alias Mimi (1835-1862). Trei ani după moartea ei, el s-a căsătorit cu Frances Louisa Tracy, cunoscut sub numele de Fanny (1842-1924) la 31 mai 1865. Ei au avut patru copii:
- Louisa Pierpont Morgan (1866-1946), care s-a căsătorit Herbert L. Satterlee (1863-1947) [25]
- John Pierpont Morgan (1867-1943), care s-a căsătorit Jane Norton Crescut
- Juliet Pierpont Morgan (1870-1952), care s-a căsătorit William Hamilton Pierson (1869-1950)
- Anne Tracy Morgan (1873-1952).

Morgan fuma zeci de trabucuri Havana pe zi .Casa lui de pe Madison Avenue a fost prima reședință privată luminatǎ electric din New York. Interesul său în noua tehnologie a fost un rezultat al finanțǎrii lui Thomas Edison în 1878. Morgan a mai deținut East Island in Glen Cove, New York, unde a avut o casă de vară. Un pasionat yachtsman, Morgan a deținut mai multe iahturi considerabile. Citat bine-cunoscut, "Dacă cereți prețul, nu vă puteți permite acesta", este de obicei atribuită lui Morgan, ca răspuns la o întrebare despre costul unui iaht.

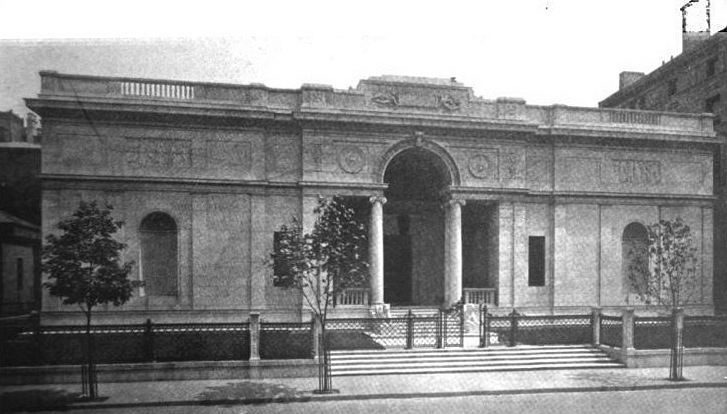
JP Morgan Library

Morgan a fost programat să călătorească în călătoria inaugurală a Titanicului, dar a anulat-o în ultimul moment, alegând să rămână într-o stațiune din Aix-les-Baines, Franța. Ca răspuns la tragedie, Morgan a declarat că "pierderile monetare nu semnifică nimic în viață. Pierderea vieților este cea care contează. Moartea este înfricoșătoare".

### Colectionarul
Morgan a fost un colectionar notabil de cărți, imagini, tablouri, ceasuri și alte obiecte de artă, multe împrumutate sau donate la Metropolitan Museum of Art (la care a fost președinte și a contribuit major la înființarea acesteia), și multe adăpostite în casa sa din Londra și în biblioteca lui privată de pe 36th Street, în apropiere de Madison Avenue din New York City. Fiul său, JP Morgan, Jr., a construit Pierpont Morgan Library ca o instituție publică în 1924 și ca un memorial pentru tatăl său. Morgan a fost pictat de mulți, inclusiv de artiști Carlos Baca-Flor și de Adolfo Müller-Ury, care au pictat un portret dublu cu Morgan și cu nepotul său favorit, Mabel Satterlee, care a stat câțiva ani pe un șevalet în conacul Satterlee, dar acum e dat dispărut.
Morgan a fost un binefăcător al Muzeului American de Istorie Naturală, Muzeul Metropolitan de Arta, Scoala Groton, Universitatea Harvard (în special școala sa medicală), Trinity College și școli.
De la începutul secolului, Morgan a devenit unul dintre cei mai importanti colectionari de pietre și bijuterii prețioase din America (peste 1000 de bucăți). Colecția sa a fost expusă la Târgul Mondial de la Paris în 1889. Expoziția a câștigat două premii de aur și a atras atenția cercetătorilor importanti și publicului larg.
Colecții au fost donate Muzeului American de Istorie Naturală din New York, unde au fost cunoscut sub numele de Morgan-Tiffany, precum și colecțiile Morgan-Bement.În 1911, Kunz a numit un nou tip de bijuterie găsita după cel mai bun client al sâu Morganite.
Morgan a fost, de asemenea, un patron al fotografului Edward S. Curtis, oferind 75.000 dolari în 1906, pentru a crea o serie de poze cu americanii nativi. Curtis a publicat o lucrare în cele din urmă in 20 de volume cu titlul: Indienii din America de Nord. Curtis a continuat pentru a produce o imagine in mișcare, în landul Vanatorilor (1914), care a fost restaurată în 1974 și re-lansata în Land of the War Canoes. Curtis a fost, de asemenea, renumit pentru un diapozitiv din 1911, cu o lanterna magică ce arată poze cu o opera indiana, folosind fotografiile sale și compoziții muzicale originale ale compozitorul Henry F. Gilbert.

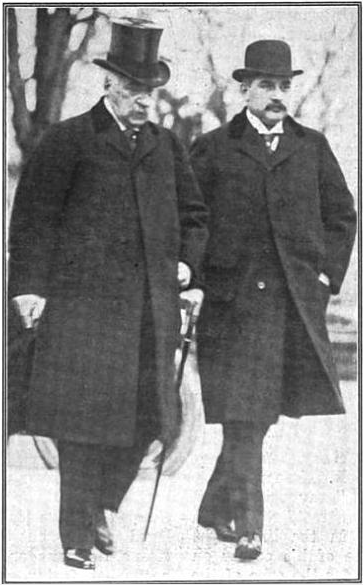
J.P. Morgan & J.P. Morgan Jr

### Moartea
Morgan se vedea pe sine ca fiind o forțǎ a binelui, considerând ca băncile sale l-au ajutat sǎ transforme America într-una din cele mai puternice țǎri ale lumii; în secret, el oferea bani oamenilor nevoiași. Partenerii lui au afirmat ca acesta ar fi putut câștiga mult mai mulți bani decât a avut. Acest lucru este adevǎrat, din cauza cǎ a trǎit în lux, colecționând tablouri, cǎrți rare, vile și proprietǎți extraordinare, iahturi luxuriante.
Morgan a murit în timp ce călătorea în străinătate, la 31 martie 1913, de ziua lui, când împlinea 76 de ani. El a murit în somn, la Grand Hotel din Roma, Italia. Steagurile și drapelele de pe Wall Street au fost coborate la bernă, piața fiind închisă timp de două ore atunci când coșgiugul cu trupul neînsuflețit a trecut în timpul ceremoniei funerare.
Cand Morgan s-a stins din viata in 1913, deținea o avere de 80 de milioane de dolari, echivalentul a 12 miliarde dolari in zilele noastre, în comparație cu averea lui Rockefeller de aproape un miliard de dolari atunci, echivalentul a nu mai puțin de 336 miliarde de dolari astăzi. Se spune că atunci când Rockefeller a citit acest lucru intr-un ziar, ar fi spus: „Și când te gândești că nici măcar nu a fost un om bogat!”